# Las Tablas (Panama, Los Santos)
Las Tablas est une ville panaméenne, capitale et la ville la plus peuplée de la province de Los Santos. 
Elle compte 9255 habitants en 2010.
L'Estadio Olmedo Sole, enceinte de 3450 places, accueille les rencontres du club local de baseball du CB Los Santos, champion national cinq fois entre 1974 et 2009.

## Personnalités
- Belisario Porras Barahona (1856-1942) président du Panama y est né.